# Maria van Loon-Heinsberg

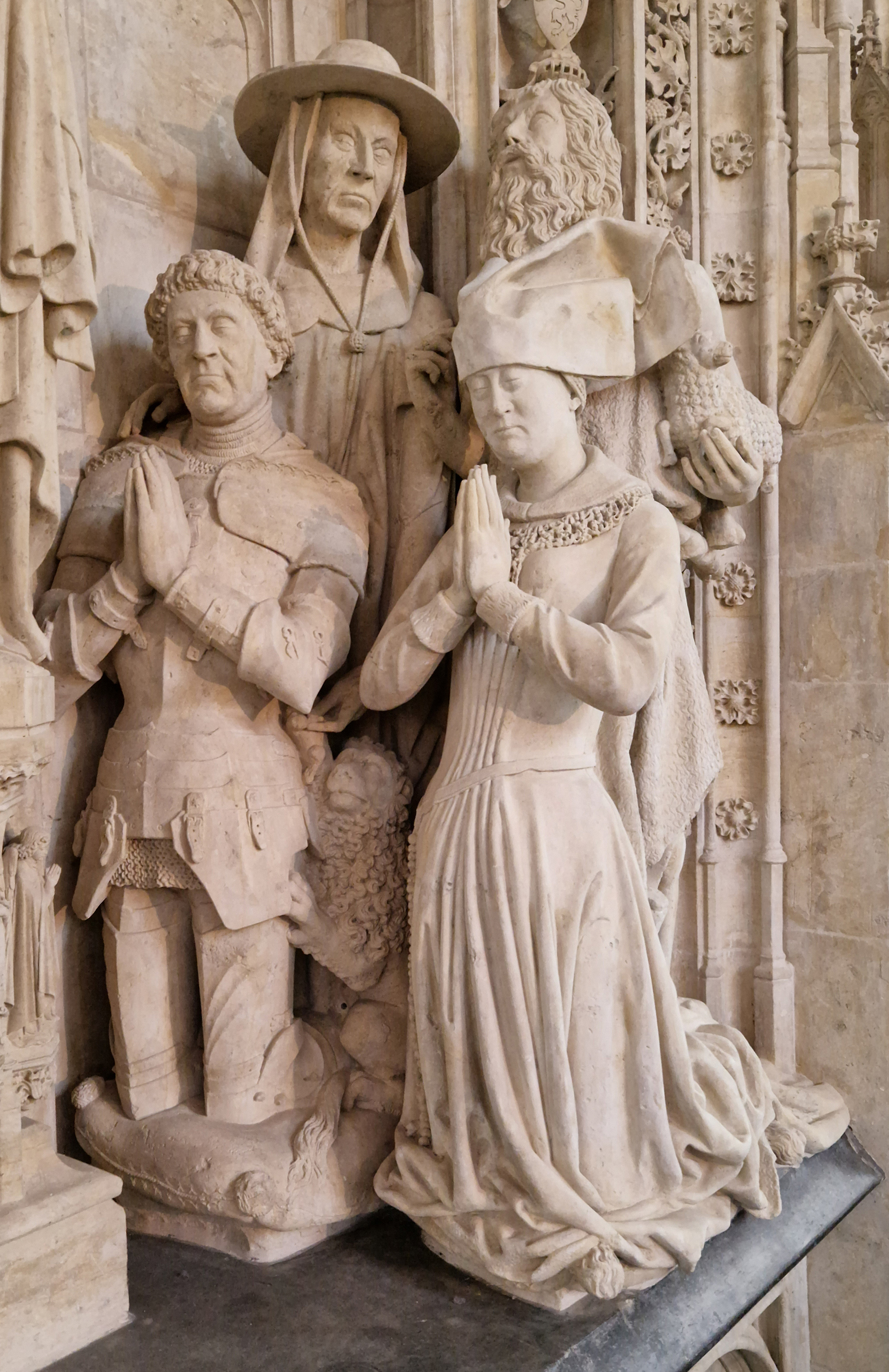
Beeld van Maria van Loon-Heinsberg op het grafmonument van Engelbrecht I van Nassau. Maria zit geknield vooraan naast haar man Jan IV van Nassau.

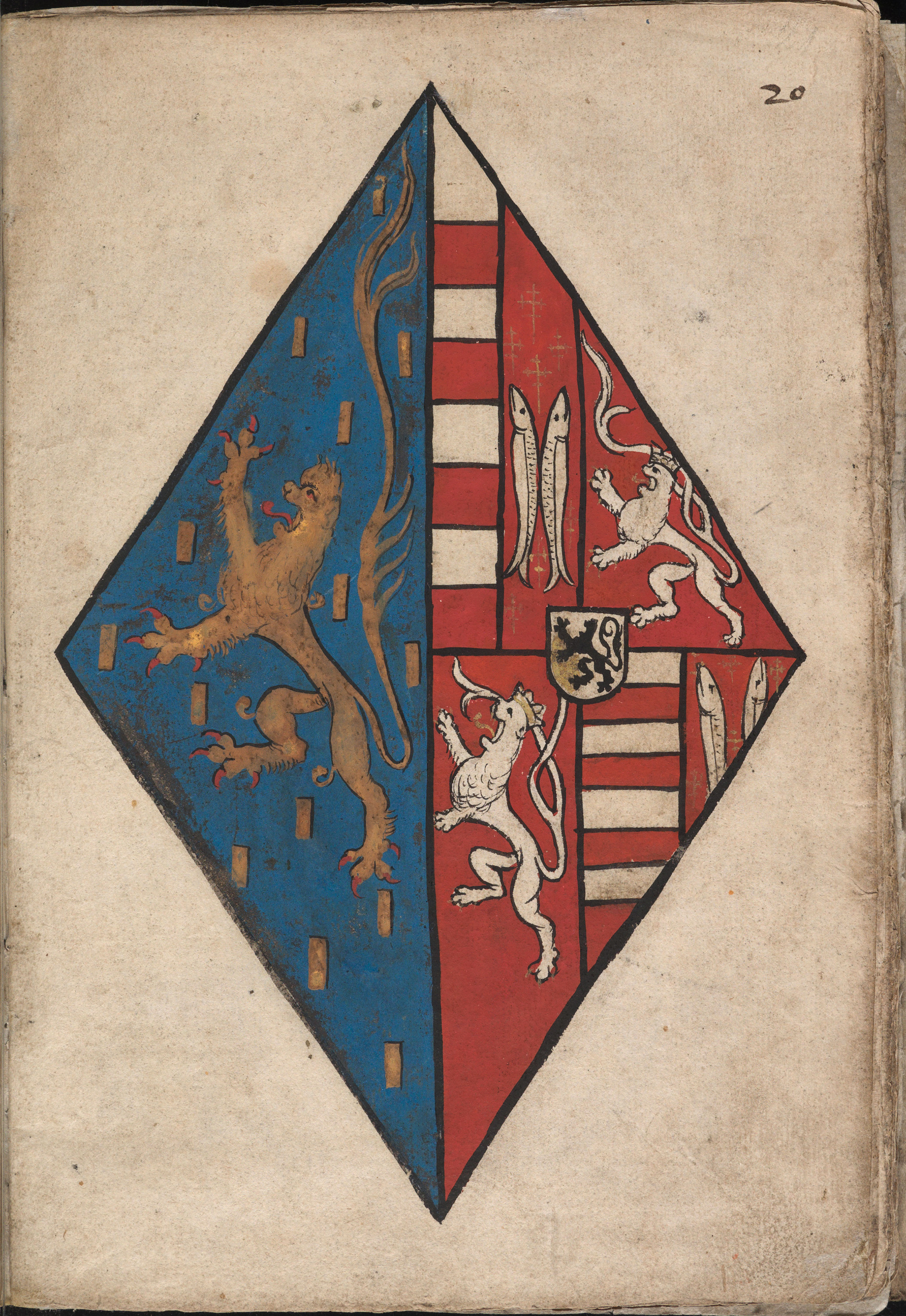
Wapen van Maria van Loon-Heinsberg uit het Wapenboek Nassau-Vianden (ca. 1490)

Maria van Loon-Heinsberg (20 mei 1424 - Breda, 20 april 1502) was de dochter van Johan II, graaf van Loon-Heinsberg. Haar moeder was gravin Anna Margarethe van Solms-Braunfels (1390 - 25 november 1433).
Zij trouwde op 7 februari 1440 met Jan IV van Nassau, heer van Breda. Onder meer Zichem en Diest behoorden toe aan Maria van Loon-Heinsberg. Na haar huwelijk in 1440 met Jan IV van Nassau werden Zichem en Diest deel van het graafschap Nassau-Dillenburg.Ze stichtte het klooster Vredenberg en was langs vaderszijde overgrootmoeder van Willem van Oranje.

## Kinderen
Uit het huwelijk tussen Jan IV en Maria van Loon-Heinsberg zijn zes kinderen geboren:
- Anna van Nassau-Dillenburg
- Johanna van Nassau-Dillenburg (1444-1468)
- Odillia van Nassau-Dillenburg, eerste priores van de Wendelinuskapel te Breda[1]
- Adriana van Nassau-Dillenburg (1449-1477)
- Engelbrecht II van Nassau-Breda (1451-1504)
- Johan V van Nassau-Siegen (1455-1516)

Maria stierf op 20 april 1502 en ligt samen met haar man begraven in de Grote- of Onze Lieve Vrouwekerk aan de Grote Markt in Breda.
In 2016 werd een woontoren op het station Breda naar haar vernoemd, inclusief eigen straatnaam.